# فریدرایشسکووگ
فریدرایشسکووگ (به آلمانی: Friedrichskoog) یک شهر در آلمان است که در Marne-Nordsee (collective municipality) واقع شده‌است. فریدرایشسکووگ ۲٬۵۲۲ نفر جمعیت دارد.